# PTKM-1R
 (août 2023).
Si vous disposez d'ouvrages ou d'articles de référence ou si vous connaissez des sites web de qualité traitant du thème abordé ici, merci de compléter l'article en donnant les références utiles à sa vérifiabilité et en les liant à la section « Notes et références ».
La PTKM-1R est une « mine antichar d'attaque par le dessus » développée en Russie. Cette mine combine les caractéristiques d'une mine bondissante ainsi que d'une mine à charge dirigée.

## Description
Elle pèse environ 20 kg avec une charge explosive creuse de 2,8 kg capable de pénétrer au moins 70 mm de blindage. Comme la plupart des mines modernes, elle possède une capacité d'auto-destruction de 1 à 10 jours. Elle est composée de 2 parties: un lanceur avec des capteurs sismiques et acoustiques pour détecter la cible, un élément de combat avec des capteurs thermiques et radar pour guider la charge explosive vers la cible.
La mine a une forme cylindrique avec sept bras qui se détachent partiellement du corps principale de la mine pour se fixer dans le sol. Différents senseurs doivent ensuite être calibrés pour activer la mine.
Lorsque la cible arrive dans un rayon de 50 m de la mine, le capteur sismique ordonne de lancer l'élément de combat. L'élément de combat bondit d'une trentaine de mètres et suit une trajectoire balistique déterminée par ses capteurs thermiques et radar qui balayent la surface de la zone de combat. Lorsque les capteurs détectent la cible, l'ogive explose et frappe la cible d'en haut sur sa partie la moins blindée.
Révélée au public au cours de l'EDEX 2021 par Rosoboronexport, de par son jeune âge cette mine reste encore très méconnue,,. Elle reprend le principe de la mine américaine M93 Frelon qui était sortie dans les années 90 ainsi que la mine Russe POM-3 qui est sortie à peu près en même temps que la PTKM-1R.

## Histoire
Fin avril 2022, plusieurs sources russes et ukrainiennes ont rapporté que des mines PTKM-1R ont été utilisées par la Russie lors de la guerre russo-ukrainienne. Cette guerre constitue un terrain d'entraînement pour cet équipement en raison de la forte utilisation de véhicules blindés. Le 31 mai, le chef adjoint de l'occupation russe de la région de Kherson déclare que la contre-attaque ukrainienne dans cette région a été stoppée grâce au déploiement de cette mine, elle aurait à elle-seule fait fuir une colonne ukrainienne. 
En automne 2022, une vidéo est publiée par les forces séparatistes pro-russes, montrant l'installation d'une PTKM-1R. À première vue la mise en place de la mine semble assez facile et se réalise en quelques minutes.